# Mousikos Gymnastikos Syllogos Ethnikos Alexandroupolīs 2017-2018
Questa voce raccoglie le informazioni riguardanti il Mousikos Gymnastikos Syllogos Ethnikos Alexandroupolīs nella stagione 2017-2018.

## Organigramma societario
Area direttiva
- Presidente: Grīgorīs Karapiperīs

Area organizzativa
- Team manager: Anthōnīs Telopoulos

Area tecnica
- Primo allenatore: Thanasīs Moustakidīs
- Secondo allenatore Giōrgos Papazoulou
- Allenatore: Apostolos Kontostathīs
- Scoutman: Toumpos Dīmostheenīs

Area sanitaria
- Preparatore atletico: B. Diamantidīs, L. Papazoulou C. Chatzīpappas
- Fisioterapista: Chrīstos Giannakakīs

## Rosa
| N° | Nome                   | Ruolo | Data di nascita  | Nazionalità sportiva |
| -- | ---------------------- | ----- | ---------------- | -------------------- |
| 1  | Sōkratīs Charalampidīs | S     | 15 giugno 1997   | Grecia               |
| 2  | Kōnstantinos Mpikos    | S     | 27 maggio 1995   | Grecia               |
| 3  | Dīmītrīs Myros         | L     | 19 agosto 2000   | Grecia               |
| 4  | Michael Milstein       | P     | 4 marzo 1992     | Israele              |
| 5  | Dīmītrīs Chatzopoulos  | C     | 23 marzo 1994    | Grecia               |
| 6  | Giannīs Kavaratzīs     | O     | 2 luglio 1994    | Grecia               |
| 7  | Kōstas Vlachopoulos    | P     | 3 luglio 1989    | Grecia               |
| 8  | Giannīs Charitōnidīs   | P     | 24 novembre 1978 | Grecia               |
| 9  | Kōnstantinos Telios    | C     | 12 aprile 1997   | Grecia               |
| 10 | Andrej Ristić          | S     | 23 gennaio 1998  | Bosnia ed Erzegovina |
| 10 | Stauros Kasampalīs     | P     | 1 giugno 1995    | Grecia               |
| 11 | Luka Veličković        | S     | 10 ottobre 1995  | Serbia               |
| 12 | Marios Papazoglou      | P     | 24 luglio 2002   | Grecia               |
| 13 | Leandro Mejía          | C     | 8 novembre 1996  | Colombia             |
| 14 | Athanasios Kedesidīs   | C     | 12 giugno 2001   | Grecia               |
| 15 | Jorge Payan            | O     | 27 luglio 1987   | Colombia             |
| 17 | Nikos Christofas       | C     | 14 luglio 1993   | Grecia               |
| 18 | Grīgorīs Kontostathīs  | S     | 22 dicembre 1994 | Grecia               |
| 19 | Vasilīs Kyriakidīs     | C     | 16 luglio 1991   | Grecia               |
| 20 | Dīmītrīs Rizopoulos    | L     | 26 agosto 1984   | Grecia               |

## Statistiche

### Statistiche di squadra
| Competizione    | Punti | In casa | In casa | In casa | In trasferta | In trasferta | In trasferta | Totale | Totale | Totale |
| Competizione    | Punti | G       | V       | P       | G            | V            | P            | G      | V      | P      |
| --------------- | ----- | ------- | ------- | ------- | ------------ | ------------ | ------------ | ------ | ------ | ------ |
| Volley League   | 26/7  | 13      | 5       | 8       | 12           | 5            | 7            | 25     | 10     | 15     |
| Coppa di Grecia | -     | 1       | 0       | 1       | 0            | 0            | 0            | 1      | 0      | 1      |
| Coppa di Lega   | 5     | -       | -       | -       | -            | -            | -            | 4      | 3      | 1      |
| Totale          | -     | 14      | 5       | 9       | 12           | 5            | 7            | 30     | 13     | 17     |

G = partite giocate; V = partite vinte; P = partite perse

### Statistiche dei giocatori
| Pallavolista     | Campionato | Campionato | Campionato | Campionato | Campionato | Coppa di Lega | Coppa di Lega | Coppa di Lega | Coppa di Lega | Coppa di Lega |
| Pallavolista     | P          | PT         | AV         | MV         | BV         | P             | PT            | AV            | MV            | BV            |
| ---------------- | ---------- | ---------- | ---------- | ---------- | ---------- | ------------- | ------------- | ------------- | ------------- | ------------- |
| S. Charalampidīs | 17         | 63         | 56         | 5          | 2          | 3             | 28            | 24            | 3             | 1             |
| G. Charitōnidīs  | 11         | 21         | 4          | 8          | 9          | 0             | 0             | 0             | 0             | 0             |
| D. Chatzopoulos  | 17         | 98         | 49         | 45         | 4          | 2             | 1             | 0             | 1             | 0             |
| N. Christofas    | 25         | 214        | 130        | 67         | 17         | 3             | 15            | 8             | 7             | 0             |
| S. Kasampalīs    | 11         | 20         | 5          | 8          | 7          | 2             | 6             | 3             | 2             | 1             |
| G. Kavaratzīs    | 15         | 38         | 33         | 3          | 2          | 0             | 0             | 0             | 0             | 0             |
| A. Kedesidīs     | 2          | 0          | 0          | 0          | 0          | 1             | 0             | 0             | 0             | 0             |
| G. Kontostathīs  | 25         | 0          | 0          | 0          | 0          | 3             | 1             | 1             | 0             | 0             |
| V. Kyriakidīs    | 9          | 4          | 3          | 1          | 0          | 2             | 2             | 2             | 0             | 0             |
| L. Mejía         | 11         | 105        | 71         | 30         | 4          | 2             | 15            | 12            | 2             | 1             |
| M. Milstein      | 3          | 7          | 0          | 2          | 5          | 1             | 3             | 0             | 1             | 2             |
| K. Mpikos        | 5          | 0          | 0          | 0          | 0          | 1             | 0             | 0             | 0             | 0             |
| D. Myros         | 1          | 0          | 0          | 0          | 0          | 0             | 0             | 0             | 0             | 0             |
| M. Papazoglou    | 3          | 0          | 0          | 0          | 0          | 0             | 0             | 0             | 0             | 0             |
| J. Payan         | 19         | 338        | 301        | 18         | 19         | 2             | 21            | 21            | 0             | 0             |
| A. Ristić        | 6          | 113        | 100        | 5          | 8          | 1             | 15            | 12            | 2             | 1             |
| D. Rizopoulos    | 15         | 107        | 88         | 8          | 11         | 2             | 10            | 10            | 0             | 0             |
| K. Telios        | 0          | 0          | 0          | 0          | 0          | -             | -             | -             | -             | -             |
| L. Veličković    | 25         | 377        | 308        | 23         | 46         | 3             | 43            | 32            | 7             | 4             |
| K. Vlachopoulos  | 18         | 16         | 5          | 5          | 6          | 1             | 0             | 0             | 0             | 0             |

P = presenze; PT = punti totali; AV = attacchi vincenti; MV = muri vincenti; BV = battute vincenti

NB: Non sono disponibili i dati relativi alla Coppa di Grecia e, di conseguenza, quelli totali.